# Courageux (1753)
Le Courageux était un vaisseau de ligne de 74 canons de la Marine royale française lancé en 1753. Il fut mis en chantier pendant la vague de construction qui sépare la fin de guerre de Succession d'Autriche (1748) du début de la guerre de Sept Ans (1755). Il fut capturé par la Royal Navy en 1761 et renommé comme le HMS Courageux. Il fut naufragé en 1796.

## Caractéristiques générales
Le Courageux était un vaisseau de force de 74 canons lancé selon les normes définies dans les années 1740 par les constructeurs français pour obtenir un bon rapport coût/manœuvrabilité/armement afin de pouvoir tenir tête à la marine anglaise qui disposait de beaucoup plus de vaisseaux depuis la fin des guerres de Louis XIV. Sans être standardisé, le Courageux, partageait les caractéristiques communes de tous les « 74 canons » construits à des dizaines d’exemplaires jusqu’au début du XIXe siècle et qui répondait à la volonté des responsables navals d’exploiter au mieux cette excellente catégorie de navire de guerre.
Sa coque était en chêne. Son gréement, (mâts et vergues) en pin. Il y avait aussi de l’orme, du tilleul, du peuplier et du noyer pour les affûts des canons, les sculptures des gaillards et les menuiseries intérieures. Les cordages (80 tonnes) et les voiles (à peu près 2 500 m2) étaient en chanvre. Un deuxième jeu de voiles de secours était stocké en soute. Prévu pour pouvoir opérer pendant des semaines très loin de ses bases européennes s’il le fallait, ses capacités de transport étaient considérables. Il emportait pour trois mois de consommation d’eau, complétée par six mois de vin. S’y ajoutait pour cinq à six mois de vivres, soit plusieurs dizaines de tonnes de biscuits, farine, légumes secs et frais, viande et poisson salé, fromage, huile, vinaigre, sel, sans compter du bétail sur pied qui était abattu au fur et à mesure de la campagne.
Il disposait sur son pont inférieur de 28 canons de 36 livres (les plus gros calibres en service dans la flotte à cette époque) et de 30 canons de 18 livres sur son pont supérieur. En outre, 16 canons de 8 livres étaient répartis sur les gaillards. Cette artillerie en fer pesait 215 tonnes. Pour l’approvisionner au combat, le vaisseau embarquait près de 6 000 boulets pesants au total 67 tonnes. S’y ajoutait des boulets ramés, chaînés et beaucoup de mitraille (8 tonnes). Il y avait pour finir 20 tonnes de poudre noire, stockée sous forme de gargousses ou en vrac dans les profondeurs du vaisseau. En moyenne, chaque canon disposait de 50 à 60 boulets.

## Capturé par laRoyal Navy

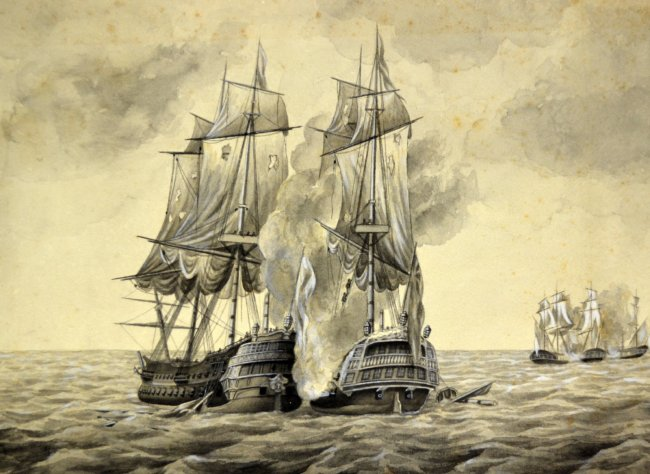
Le Courageux capturé par le HMS Bellona en 1761.

Il fut capturé par le vaisseau britannique HMS Bellona, qui est aussi un navire de 74 canons, le 13 août 1761, sous le commandement de Dugué-Lambert, alors qu'il croisait en compagnie de deux frégates françaises.
Le Courageux aperçu le Bellona en compagnie de la frégate britannique Brilliant (en). Les navires britanniques lancèrent la poursuite et après 14 heures, ils engagèrent le vaisseau français et ses frégates : le Brilliant attaqua les frégates, et le Bellona le Courageux. Les frégates françaises prirent la fuite alors que le Courageux baissa pavillon, après que le capitaine ait été gravement blessé à la gorge.
Le vaisseau fut réparé, renommé HMS Courageux par la Royal Navy comme navire de troisième rang et ré-armée avec des canons de 32 livres dans la batterie haute et de 18 livres dans la batterie basse.

## Fin de carrière
Le vaisseau fit naufrage sur la côte de Gibraltar le 18 décembre 1796.